# Hamelenburg
Hamelenburg, vroeger Hamelenberch geheten, was een in de rivier de Eem uitstekende landpunt in de gemeente Amersfoort in de polder De Slaag op de oostoever van de Eem tegenover Soest. Men vermoedt dat er in de veertiende eeuw een kasteel heeft gestaan waarvan niets bewaard is gebleven.

## Ligging
Hamelenberg was een landpunt, een natuurlijke rivierduin, aan de rivier de Eem. Dat rivierduin stak boven het veen uit, net zoals het stroomopwaarts gelegen Krachtwijk (Hoogland/aan de oostzijde van de Eem) en het stroomafwaarts gelegen Grimmestein (Baarn/aan de oostzijde van de Eem). 
Het gebied Hamelenberg werd in 1393 opgenomen in de Slaagse Dijk die de polder De Slaag tegen overstromingen moest beschermen. Zand uit een deel van Hamelenberg-gebied is afgegraven ten behoeve van de aanleg van de Rijksweg A1. Het werd het zandgat, het 'Gat van Netten' dat in 2017 is gedempt tbv de aanleg van een plas-drasgebied voor de weidevogels.
Het eiland ontstond 1972 toen een rivierbocht in de Eem werd doorsneden om een rechte vaarroute voor grotere schepen mogelijk te maken. Door de ingreep werd de voormalige kasteellocatie van het vasteland afgesneden. 
Tot 1972 viel het gebied onder Hoogland/gemeente Amersfoort maar na de afsnijding in 1972 ging het tot het et grondgebied Soest behoren.
Omstreeks 2015 is in het eiland over de gehele lengte een smalle geul gegraven die in verbinding staat met de rivier Eem. Daardoor zal de Eem die tot het Nationaal Natuurnetwerk Nederland (NNN) als ecologische verbinding beter gaan functioneren.

## Kasteel
Het kasteel Hamelenburg zou tegenover de monding van de Oude Gracht bij de Grote Melm hebben gestaan. In 1972 werd in een rivierbocht een deel van het vasteland doorgraven zodat er een vaarroute voor grotere schepen ontstond. Schepen hoefden nu geen 'krappe' bocht meer te maken maar konden rechtdoor varen. Door de ingreep werd de voormalige kasteellocatie van het vasteland afgesneden, waardoor er midden in de rivier de Eem een eilandje met de naam 'De Grote Melm' ontstond. Op dit eiland zou kasteel Hamelenburg hebben gestaan. Het eiland is nu in gebruik als weiland. Mogelijk bevinden zich nog funderingen van het vroegere kasteel in de grond. De graslanden dragen nu nog de naam Hamelenburg, in de volksmond uitgesproken als 'Hommelenbarg'.
Kasteel Hamelenburg zou al voor 1370 gebouwd zijn. In die tijd hield Willem van Abcoude de gerechten Soest en Hees in leen van de abt van Sint-Paulus. In 1407 volgde zijn neef Jacob van Gaasbeek hem op. Men vermoedt dat in de strijd om de Utrechtse bisschopszetel, kasteel het Huis Hamelenburg werd verwoest. De strijd om de bisschopstitel werd rondom Amersfoort uitgevochten tussen Zweder van Culemborg en Rudolf van Diepholt. Toen Amersfoort in 1427 door hertog Filips van Bourgondië werd belegerd, liet deze de monding van de Eem afsluiten. Hij deed dat met een drijvend blokhuis waarop blijden en ander belegeringswerktuigen waren geplaatst. Amersfoorters slaagden er echter in om het drijvende blokhuis onklaar te maken. Mogelijk is daarbij ook kasteel Hamelenburg verwoest.
Jacob van Gaasbeek schonk de kartuizers van het klooster Nieuwlicht te Utrecht in 1433 'de hofsteden van Hamelenberch in der Slagt en dat goed geheten Ymminchuysen'. Vervolgens kwam Hamelenberg in bezit van het kartuizerklooster Sint-Beatusberg bij Koblenz en daarna het birgittinessenklooster Marienburg bij Soest. Dit laatste verkocht het rond 1640 aan het Domkapittel te Utrecht.